# Raimonds Krollis
Raimonds Krollis (Riga, 28 ottobre 2001) è un calciatore lettone, attaccante dello Slovan Liberec e della nazionale lettone.

## Caratteristiche tecniche
Krollis è un centravanti – mancino di piede e forte fisicamente – abile ad inserirsi tra gli spazi.

## Carriera

### Club
Muove i suoi primi passi nelle giovanili del Metta/LU, che il 19 gennaio 2021 lo cede al Valmiera. Nominato capitano della squadra, l'8 luglio 2021 esordisce nelle competizioni europee in Sūduva-Valmiera (2-1), incontro preliminare valido per l'accesso alla fase a gironi di UEFA Europa Conference League, bagnando l'esordio con una rete.
Nel 2022 mette a segno 25 reti in campionato, laureandosi capocannoniere del torneo e risultando decisivo per la vittoria del titolo, il primo nella storia del Valmiera.
Il 20 gennaio 2023 viene ingaggiato dallo Spezia, firmando un accordo valido fino al 2026. Il 5 febbraio seguente esordisce con i liguri nella sconfitta per 0-3 contro il Napoli, diventando il primo calciatore lettone a giocare in Serie A.
Il 25 febbraio 2024 viene ceduto in prestito ai cechi del Vyškov.
Il 6 agosto 2024 viene ceduto nuovamente a titolo temporaneo, questa volta alla Triestina.
Il 3 febbraio 2025 il prestito che lo legava agli alabardati viene rescisso; due giorni dopo viene ceduto, questa volta a titolo definitivo, ai cechi dello Slovan Liberec.

### Nazionale
Ha giocato nella nazionale lettone Under-19.
Esordisce con la nazionale lettone il 6 settembre 2020 in Malta-Lettonia (1-1), partita di UEFA Nations League. Esce al 62' sostituito da Dāvis Ikaunieks. Il 17 novembre 2020 mette a segno la sua prima rete in nazionale contro l'Andorra (0-5).

## Statistiche

### Presenze e reti nei club
Statistiche aggiornate al 6 febbraio 2025.
| Stagione        | Squadra         | Campionato      | Campionato | Campionato | Coppa nazionale | Coppa nazionale | Coppa nazionale | Coppe continentali | Coppe continentali | Coppe continentali | Altre coppe | Altre coppe | Altre coppe | Totale | Totale |
| Stagione        | Squadra         | Comp            | Pres       | Reti       | Comp            | Pres            | Reti            | Comp               | Pres               | Reti               | Comp        | Pres        | Reti        | Pres   | Reti   |
| --------------- | --------------- | --------------- | ---------- | ---------- | --------------- | --------------- | --------------- | ------------------ | ------------------ | ------------------ | ----------- | ----------- | ----------- | ------ | ------ |
| 2019            | Metta/LU        | VL              | 25+2       | 5          | CL              | 1               | 0               | -                  | -                  | -                  | -           | -           | -           | 28     | 5      |
| 2020            | Metta/LU        | VL              | 24         | 11         | CL              | 0               | 0               | -                  | -                  | -                  | -           | -           | -           | 24     | 11     |
| Totale Metta/LU | Totale Metta/LU | Totale Metta/LU | 49+2       | 16         |                 | 1               | 0               |                    | -                  | -                  |             | -           | -           | 52     | 16     |
| 2021            | Valmiera        | VL              | 23         | 12         | CL              | 2               | 1               | UECL               | 2                  | 1                  | -           | -           | -           | 27     | 14     |
| 2022            | Valmiera        | VL              | 34         | 25         | CL              | 2               | 0               | UECL               | 2                  | 0                  | -           | -           | -           | 38     | 25     |
| Totale Valmiera | Totale Valmiera | Totale Valmiera | 57         | 37         |                 | 4               | 1               |                    | 4                  | 1                  |             | -           | -           | 65     | 39     |
| gen.-giu. 2023  | Spezia          | A               | 4          | 0          | CI              | -               | -               | -                  | -                  | -                  | -           | -           | -           | 4      | 0      |
| 2023-feb. 2024  | Spezia          | B               | 9          | 0          | CI              | 2               | 0               | -                  | -                  | -                  | -           | -           | -           | 11     | 0      |
| Totale Spezia   | Totale Spezia   | Totale Spezia   | 13         | 0          |                 | 2               | 0               |                    | -                  | -                  |             | -           | -           | 15     | 0      |
| feb.-giu. 2024  | Vyškov          | 2L              | 12+2       | 5          | CC              | -               | -               | -                  | -                  | -                  | -           | -           | -           | 14     | 5      |
| 2024-grn. 2025  | Triestina       | C               | 14         | 0          | CI-C            | 1               | 0               | -                  | -                  | -                  | -           | -           | -           | 15     | 0      |
| Totale carriera | Totale carriera | Totale carriera | 149        | 58         |                 | 8               | 1               |                    | 4                  | 1                  |             | -           | -           | 161    | 60     |

### Cronologia presenze e reti in nazionale
| Cronologia completa delle presenze e delle reti in nazionale ― Lettonia | Cronologia completa delle presenze e delle reti in nazionale ― Lettonia | Cronologia completa delle presenze e delle reti in nazionale ― Lettonia | Cronologia completa delle presenze e delle reti in nazionale ― Lettonia | Cronologia completa delle presenze e delle reti in nazionale ― Lettonia | Cronologia completa delle presenze e delle reti in nazionale ― Lettonia | Cronologia completa delle presenze e delle reti in nazionale ― Lettonia | Cronologia completa delle presenze e delle reti in nazionale ― Lettonia |
| Data                                                                    | Città                                                                   | In casa                                                                 | Risultato                                                               | Ospiti                                                                  | Competizione                                                            | Reti                                                                    | Note                                                                    |
| ----------------------------------------------------------------------- | ----------------------------------------------------------------------- | ----------------------------------------------------------------------- | ----------------------------------------------------------------------- | ----------------------------------------------------------------------- | ----------------------------------------------------------------------- | ----------------------------------------------------------------------- | ----------------------------------------------------------------------- |
| 6-9-2020                                                                | Ta' Qali                                                                | Malta                                                                   | 1 – 1                                                                   | Lettonia                                                                | UEFA Nations League 2020-2021 - 1º turno                                | -                                                                       | 54’ 62’                                                                 |
| 7-10-2020                                                               | Podgorica                                                               | Montenegro                                                              | 1 – 1                                                                   | Lettonia                                                                | Amichevole                                                              | -                                                                       | 84’                                                                     |
| 10-10-2020                                                              | Tórshavn                                                                | Fær Øer                                                                 | 1 – 1                                                                   | Lettonia                                                                | UEFA Nations League 2020-2021 - 1º turno                                | -                                                                       | 82’                                                                     |
| 17-11-2020                                                              | Andorra la Vella                                                        | Andorra                                                                 | 0 – 5                                                                   | Lettonia                                                                | UEFA Nations League 2020-2021 - 1º turno                                | 1                                                                       | 75’                                                                     |
| 24-3-2021                                                               | Riga                                                                    | Lettonia                                                                | 1 – 2                                                                   | Montenegro                                                              | Qual. Mondiali 2022                                                     | -                                                                       | 81’                                                                     |
| 27-3-2021                                                               | Amsterdam                                                               | Paesi Bassi                                                             | 2 – 0                                                                   | Lettonia                                                                | Qual. Mondiali 2022                                                     | -                                                                       | 87’                                                                     |
| 30-3-2021                                                               | Istanbul                                                                | Turchia                                                                 | 3 – 3                                                                   | Lettonia                                                                | Qual. Mondiali 2022                                                     | -                                                                       | 73’                                                                     |
| 4-6-2021                                                                | Riga                                                                    | Lettonia                                                                | 3 – 1                                                                   | Lituania                                                                | Coppa del Baltico 2020                                                  | -                                                                       | 62’                                                                     |
| 7-6-2021                                                                | Düsseldorf                                                              | Germania                                                                | 7 – 1                                                                   | Lettonia                                                                | Amichevole                                                              | -                                                                       | 46’                                                                     |
| 10-6-2021                                                               | Tallinn                                                                 | Estonia                                                                 | 2 – 1                                                                   | Lettonia                                                                | Coppa del Baltico 2020                                                  | -                                                                       | 46’ 88’                                                                 |
| 1-9-2021                                                                | Riga                                                                    | Lettonia                                                                | 3 – 1                                                                   | Gibilterra                                                              | Qual. Mondiali 2022                                                     | -                                                                       | 78’                                                                     |
| 4-9-2021                                                                | Riga                                                                    | Lettonia                                                                | 0 – 2                                                                   | Norvegia                                                                | Qual. Mondiali 2022                                                     | -                                                                       | 75’                                                                     |
| 7-9-2021                                                                | Podgorica                                                               | Montenegro                                                              | 0 – 0                                                                   | Lettonia                                                                | Qual. Mondiali 2022                                                     | -                                                                       | 72’                                                                     |
| 8-10-2021                                                               | Riga                                                                    | Lettonia                                                                | 0 – 1                                                                   | Paesi Bassi                                                             | Qual. Mondiali 2022                                                     | -                                                                       | 84’                                                                     |
| 11-10-2021                                                              | Riga                                                                    | Lettonia                                                                | 1 – 2                                                                   | Turchia                                                                 | Qual. Mondiali 2022                                                     | -                                                                       | 81’                                                                     |
| 13-11-2021                                                              | Oslo                                                                    | Norvegia                                                                | 0 – 0                                                                   | Lettonia                                                                | Qual. Mondiali 2022                                                     | -                                                                       | 89’                                                                     |
| 16-11-2021                                                              | Gibilterra                                                              | Gibilterra                                                              | 1 – 3                                                                   | Lettonia                                                                | Qual. Mondiali 2022                                                     | 1                                                                       | 69’                                                                     |
| 25-3-2022                                                               | Ta' Qali                                                                | Lettonia                                                                | 1 – 1                                                                   | Kuwait                                                                  | Amichevole                                                              | -                                                                       | 77’                                                                     |
| 29-3-2022                                                               | Ta' Qali                                                                | Lettonia                                                                | 1 – 0                                                                   | Azerbaigian                                                             | Amichevole                                                              | -                                                                       |                                                                         |
| 3-6-2022                                                                | Riga                                                                    | Lettonia                                                                | 3 – 0                                                                   | Andorra                                                                 | UEFA Nations League 2022-2023 - 1º turno                                | -                                                                       | 75’                                                                     |
| 6-6-2022                                                                | Riga                                                                    | Lettonia                                                                | 1 – 0                                                                   | Liechtenstein                                                           | UEFA Nations League 2022-2023 - 1º turno                                | -                                                                       | 62’                                                                     |
| 10-6-2022                                                               | Chișinău                                                                | Moldavia                                                                | 2 – 4                                                                   | Lettonia                                                                | UEFA Nations League 2022-2023 - 1º turno                                | -                                                                       | 61’                                                                     |
| 14-6-2022                                                               | Vaduz                                                                   | Liechtenstein                                                           | 0 – 2                                                                   | Lettonia                                                                | UEFA Nations League 2022-2023 - 1º turno                                | -                                                                       | 67’                                                                     |
| 22-9-2022                                                               | Riga                                                                    | Lettonia                                                                | 1 – 2                                                                   | Moldavia                                                                | UEFA Nations League 2022-2023 - 1º turno                                | -                                                                       | 57’                                                                     |
| 25-9-2022                                                               | Andorra la Vella                                                        | Andorra                                                                 | 1 – 1                                                                   | Lettonia                                                                | UEFA Nations League 2022-2023 - 1º turno                                | -                                                                       | 54’                                                                     |
| 16-11-2022                                                              | Riga                                                                    | Lettonia                                                                | 1 – 1 (5 – 3 dtr)                                                       | Estonia                                                                 | Coppa del Baltico 2022                                                  | 1                                                                       | 79’                                                                     |
| 19-11-2022                                                              | Riga                                                                    | Lettonia                                                                | 1 – 1 (7 – 8 dtr)                                                       | Islanda                                                                 | Coppa del Baltico 2022                                                  | -                                                                       | 27’                                                                     |
| 22-3-2023                                                               | Dublino                                                                 | Irlanda                                                                 | 3 – 2                                                                   | Lettonia                                                                | Amichevole                                                              | -                                                                       | 56’                                                                     |
| 28-3-2023                                                               | Cardiff                                                                 | Galles                                                                  | 1 – 0                                                                   | Lettonia                                                                | Qual. Euro 2024                                                         | -                                                                       | 82’                                                                     |
| 16-6-2023                                                               | Riga                                                                    | Lettonia                                                                | 2 – 3                                                                   | Turchia                                                                 | Qual. Euro 2024                                                         | -                                                                       | 76’                                                                     |
| 19-6-2023                                                               | Erevan                                                                  | Armenia                                                                 | 2 – 1                                                                   | Lettonia                                                                | Qual. Euro 2024                                                         | -                                                                       | 65’                                                                     |
| 8-9-2023                                                                | Fiume                                                                   | Croazia                                                                 | 5 – 0                                                                   | Lettonia                                                                | Qual. Euro 2024                                                         | -                                                                       | 56’                                                                     |
| 11-9-2023                                                               | Riga                                                                    | Lettonia                                                                | 0 – 2                                                                   | Galles                                                                  | Qual. Euro 2024                                                         | -                                                                       |                                                                         |
| 15-10-2023                                                              | Konya                                                                   | Turchia                                                                 | 4 – 0                                                                   | Lettonia                                                                | Qual. Euro 2024                                                         | -                                                                       | 59’                                                                     |
| 18-11-2023                                                              | Riga                                                                    | Lettonia                                                                | 0 – 2                                                                   | Croazia                                                                 | Qual. Euro 2024                                                         | -                                                                       | 83’                                                                     |
| 21-11-2023                                                              | Varsavia                                                                | Polonia                                                                 | 2 – 0                                                                   | Lettonia                                                                | Amichevole                                                              | -                                                                       | 61’                                                                     |
| 26-3-2024                                                               | Larnaca                                                                 | Lettonia                                                                | 1 – 1                                                                   | Liechtenstein                                                           | Amichevole                                                              | 1                                                                       | 62’                                                                     |
| 8-6-2024                                                                | Liepāja                                                                 | Lettonia                                                                | 0 – 2                                                                   | Lituania                                                                | Coppa del Baltico 2024                                                  | -                                                                       | 84’                                                                     |
| 17-11-2024                                                              | Riga                                                                    | Lettonia                                                                | 1 – 2                                                                   | Armenia                                                                 | UEFA Nations League 2024-2025 - 1º turno                                | -                                                                       | 76’                                                                     |
| 21-3-2025                                                               | Andorra la Vella                                                        | Andorra                                                                 | 0 – 1                                                                   | Lettonia                                                                | Qual. Mondiali 2026                                                     | -                                                                       | 74’                                                                     |
| Totale                                                                  |                                                                         | Presenze                                                                | 40                                                                      |                                                                         | Reti                                                                    | 4                                                                       |                                                                         |

## Palmarès

### Club

#### Competizioni nazionali
- Campionato lettone: 1

Valmiera: 2022

### Individuale
- Capocannoniere della Virslīga: 1

2022 (25 gol)